# Варшавська губернія

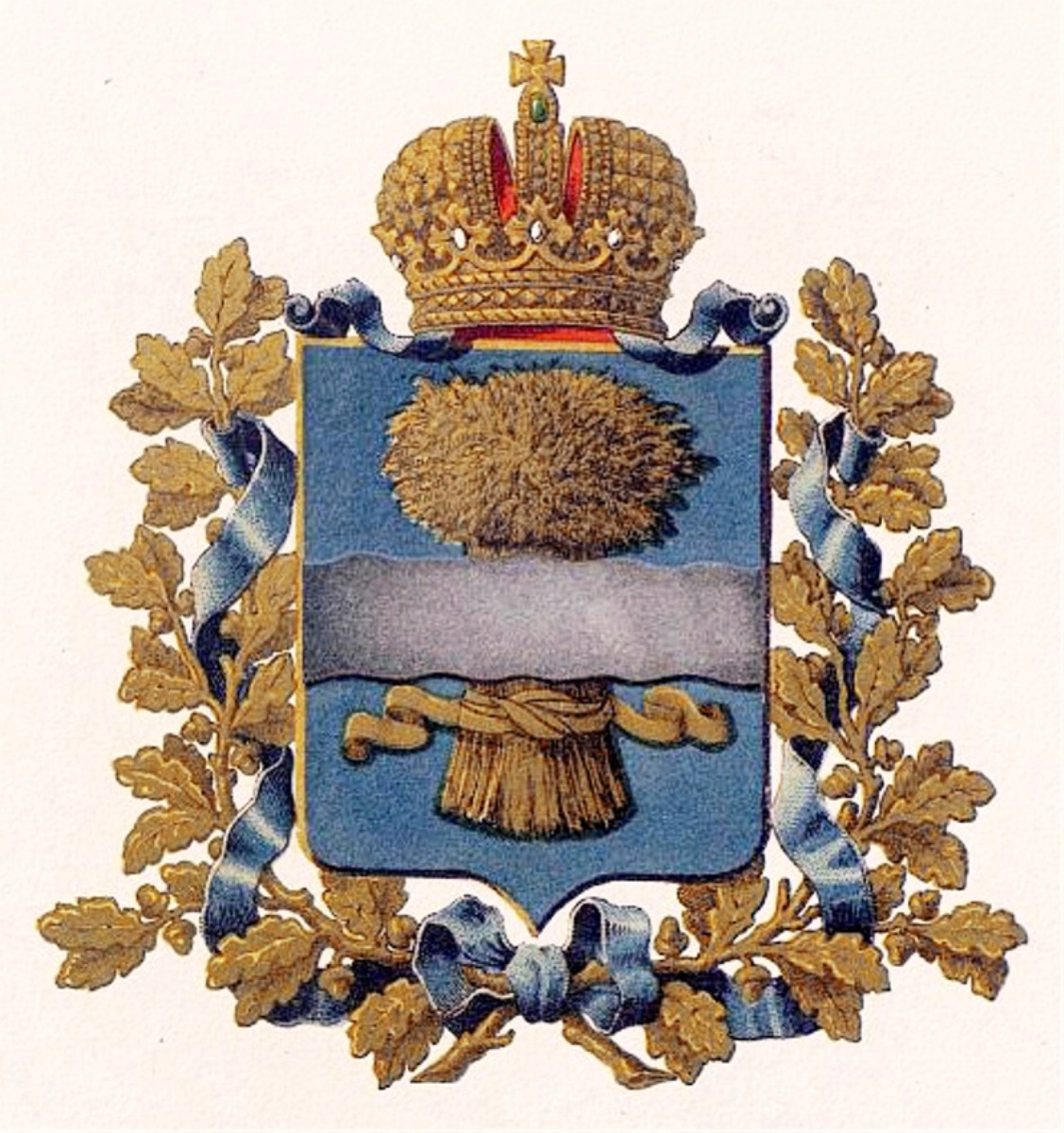

52°14′00″ пн. ш. 21°01′00″ сх. д. / 52.2333° пн. ш. 21.0167° сх. д.
Варшавська губернія — адміністративно-територіальна одиниця Царства Польського Російської імперії, утворена 1 січня 1845 року.
Центр — місто Варшава.
З 1874 року, після скасування Царства Польського, у складі Варшавського генерал-губернаторства.
Окупована у 1915 році, у складі відновленого Німеччиною Польського Королівства (1916—1918). Скасована[ким?] у 1917 році.

## Історія
З 1837 по 1844 носила назву Мазовецької губернії. З 1844 — Варшавська губернія, в цьому ж році приєднана територія скасованої Каліської губернії. У 1867 частини території губернії були передані у відновлену Каліську і новоутворені Петроковську та Седлецьку губернії.

## Географія

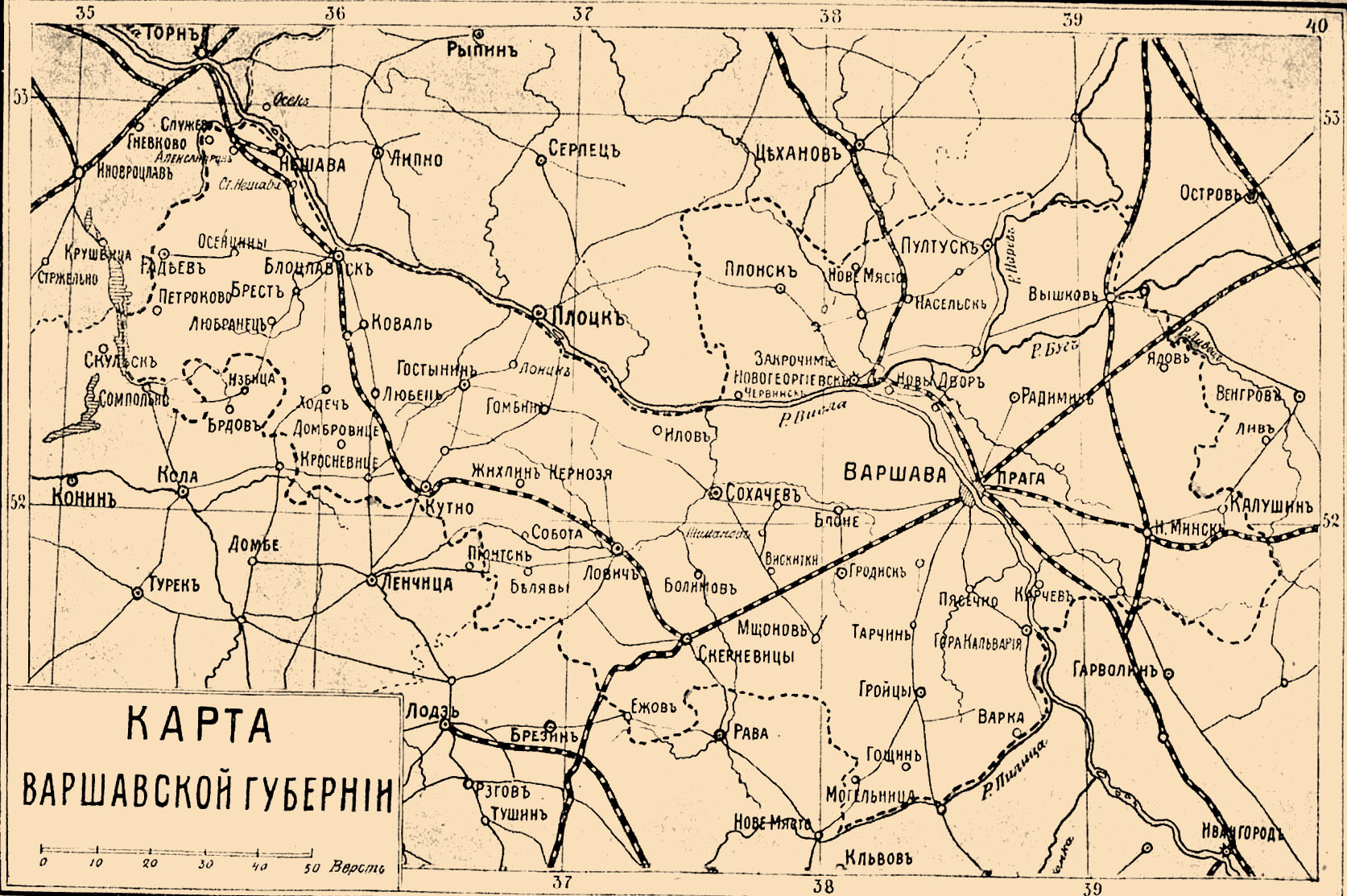
≥ 1906

Площа — 14,562 тис. км² (в основному на захід від Варшави).
Значна частина губернії (західна) була розташована на просторій низовині, яка тягнеться від Балтійського моря в напрямку до басейну Дніпра, а потім по Дніпру до Чорного моря. У південній частині, в міру наближення до відрогів Карпат, що створює тут Сандомирський ланцюг, місцевість підвищувалася. У межах губернії знаходилися гілки Сандомирського ланцюга — невисокі Равські (частково) і Даманіївскі гори (повністю). На північ від них місцевість, поступово стаючи плоскою і низовинною, спускалася до боліт уздовж річок Вісла та Бзура.
Вісла перетинала губернію з південного сходу на північний захід (більша частина території губернії перебувала на її лівому березі), а далі повертала на захід, утворюючи північну межу губернії. Русло річки було всіяне островами, часто значними, тому вона утворювала безліч проток і рукавів. Долина до впадання Нарева була в основному вкрита лісом, особливо на правому березі. Вісла була основним судноплавним шляхом по території губернії. Значних озер тут немає, і взагалі озер небагато — в основному в північній і західній частинах губернії. Переважні ліси — хвойні: сосна, ялина, модрина та ялиця.

## Адміністративний поділ
Губернія поділялась на 14 повітів:
- Блонський (повітове місто Блоне, безповітове місто Мщонув)
- Варшавський (губернське і повітове місто Варшава, безповітове місто Новий Двір)
- Влоцлавський (повітове місто Влоцлавек, безповітове місто Берестя-Куявське)
- Гостинінський (повітове місто Гостинін, безповітове місто Гомбін)
- Гроєцький (повітове місто Груєць, безповітове місто Варка
- Кутновський (повітове місто Кутно)
- Ловицький (повітове місто Лович)
- Нешавський (повітове місто Нешава)
- Новомінський (повітове місто Ново-Мінськ, безповітове місто Калушин)
- Плонський (повітове місто Плонськ, безповітове місто Закрочим)
- Пултуський (повітвое місто Пултуськ, безповітове місто Насельськ)
- Радиминський (повітове місто Радимин)
- Скерневицький (повітове місто Скерневиці)
- Сохачевський (повітове місто Сохачев)

## Населення
Згідно із переписом населення 1897 року, у Варшавській губернії мешкало 1 983 689 осіб. Більшість населення становили поляки (73,5% в цілому, від 63,5% у Варшавському до 89% у Ловицькому повітах), далі йшли євреї (16,4%, найбільше у Варшавському - 24,1%, найменше у Нешавському повіт - 3,7%), росіяни (4,5% в цілому, найбільше у Плонському - 8,3% та Варшавському повітах - 7,4%), німці (4% загалом, у Гостинському 13,35, Нешавському 10,4 % повітах), українці мали населення понад 1% лише у Варшавському (1,4%) та Плонському (1,7%) повітах.